# LZ4
LZ4 je algoritmus a svobodná softwarová knihovna pro bezztrátovou komprimaci dat. Je pokračovatelem algoritmů typu LZ77. Knihovna napsána v jazyce C, je multiplatformní a je zveřejněna pod BSD licencí.
Je mimo jiné podporována v linuxovém jádře od verze 3.11, přičemž od verze 3.19 je podporována i pro transparentní kompresi souborového systému SquashFS.